# Wakanohana Masaru

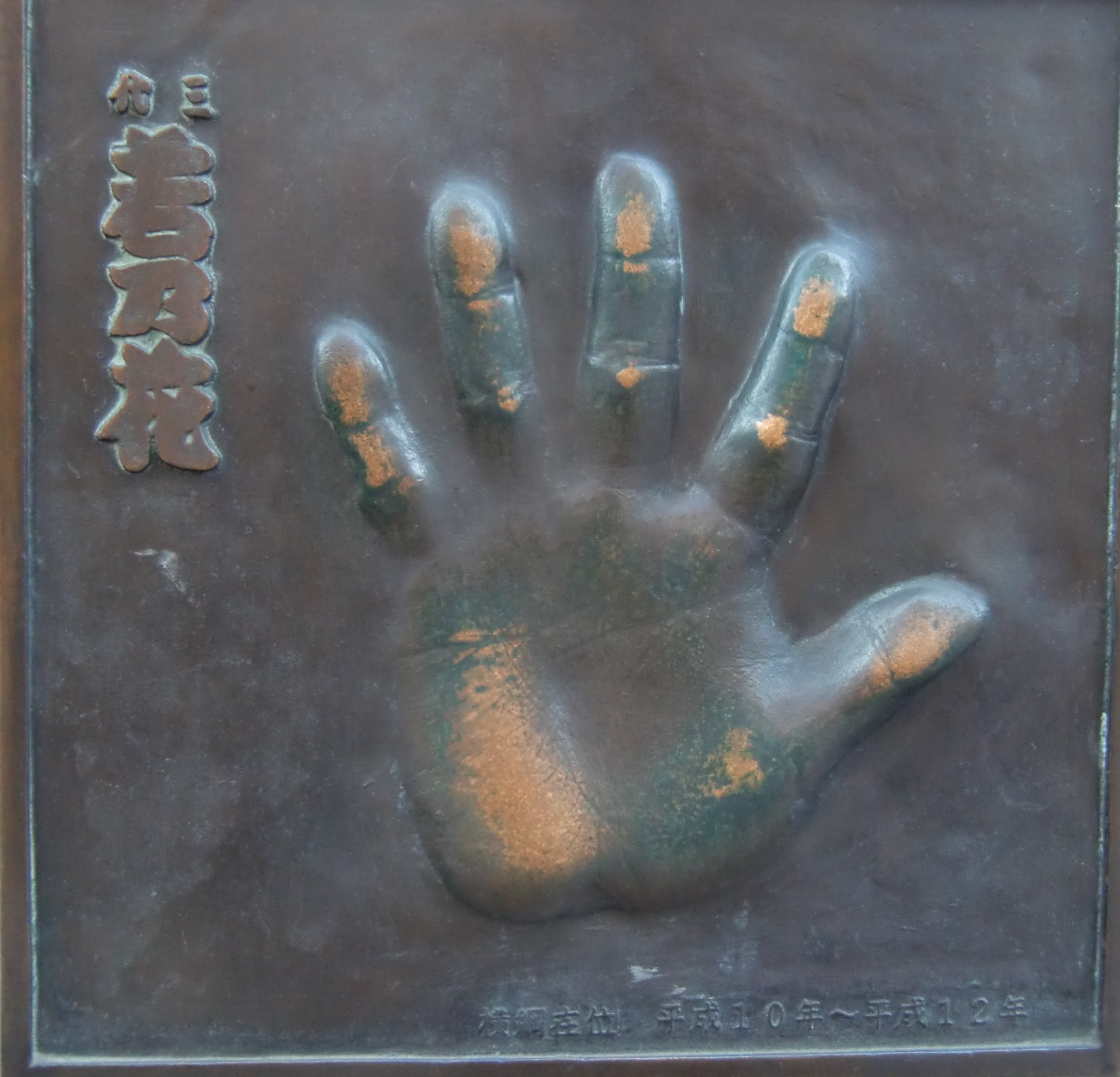
Wakanohana Masaru Handabdruck

Wakanohana Masaru (jap. 若乃花 勝, eig. Hanada Masaru, japanisch 花田 勝; * 20. Januar 1971 in Tokio) ist ein ehemaliger japanischer Sumōringer und der 66. Yokozuna. Er ist der ältere Sohn des verstorbenen Ōzeki Takanohana Kenshi sowie Bruder des 65. Yokozuna Takanohana Kōji.
Wakanohana ist ein Mitglied der berühmten Sumōfamilie Hanada und wurde wie sein Bruder Takanohana im Heya seines Vaters ausgebildet. Wie Takanohana gab auch Wakanohana im März 1988 sein Debüt. Gleichzeitig begann auch der Hawaiier Akebono seinen Aufstieg.
Aufgrund der Erfolge der beiden in der höchsten Sumoliga wurde das Brudergespann bald als Waka-Taka bekannt. Wakanohana erklomm die Sumōleiter sehr viel langsamer als sein Bruder. Er war deutlich kleiner und leichter als Takanohana, konnte aber aufgrund seiner hervorragenden Kampftechnik körperliche Nachteile vielfach ausgleichen. So erreichte er schließlich ebenfalls die höchsten Ränge des Sumosports: 1993 wurde er zum Ōzeki befördert, 1998 wurde er zum Yokozuna, dem höchsten Rang im Sumo, den auch sein Bruder bereits innehatte. Während seiner Zeit als Großmeister war er jedoch glücklos und konnte die an einen Yokozuna gestellten Anforderungen im Hinblick auf die Kampfbilanzen nicht immer erfüllen. So beendete er seine Laufbahn bereits 2000, ohne als Yokozuna ein einziges Turnier gewonnen zu haben. Es lag aber auch zum Teil daran, dass er zuvor mehrere Turniere verletzungsbedingt vorzeitig beenden musste bzw. an diesen gar nicht erst antreten konnte.
Bis 1993 war Wakanohana als Wakahanada bekannt, danach übernahm er den Kampfnamen seines Onkels, des 45. Yokozuna Wakanohana Kanji I. Wakanohana ist 1,80 m groß und hatte in seiner aktiven Zeit ein Kampfgewicht von etwa 134 kg. Spezialisiert war er vor allem auf Ausweich- und Kontertechniken wie z. B. Hatakikomi, Tsukiotoshi oder Hikiotoshi. Jedoch war seine Spannbreite an Techniken sehr weit, so dass er einer der versiertesten Kämpfer der Makuuchi-Division war.
Bislang trat er nur ein einziges Mal gegen seinen jüngeren Bruder Takanohana an, und zwar in einem Stichkampf um den Turniersieg des Novemberturniers in Fukuoka 1995, welchen Wakanohana gewinnen konnte. Wie Sumoringer des gleichen Ringerstalls („Heya“) treten auch Brüder im Normalfall nicht gegeneinander an. Ausnahmen sind Stichkämpfe um den Turniersieg, sofern nötig.
Nach seinem Karriereende als Ringer verließ er den Sumōverband und versuchte sich in der Unterhaltungsbranche und sogar im American Football, was nach eigener Auskunft ein langgehegter Wunsch war. Seine Anstellung als Spieler beim AFL-Team Arizona Rattlers konnte er jedoch nicht antreten, da die US-Behörden ihm ein Arbeitsvisum verweigerten.